# Knežica
Knežica är en ort i Bosnien och Hercegovina.   Den ligger i entiteten Republika Srpska, i den nordvästra delen av landet, 190 km nordväst om huvudstaden Sarajevo. Knežica ligger 152 meter över havet och antalet invånare är 4 792.
Terrängen runt Knežica är platt åt nordväst, men åt sydost är den kuperad. Knežica ligger nere i en dal.Närmaste större samhälle är Prijedor, 14,2 km söder om Knežica. 
Omgivningarna runt Knežica är en mosaik av jordbruksmark och naturlig växtlighet. Runt Knežica är det ganska tätbefolkat, med 67 invånare per kvadratkilometer.